# Aeroportul Boigu Island
Aeroportul Boigu Island (IATA: GIC, ICAO: YBOI) este un aeroport din Queensland, Australia ce deservește zona Boigu Island⁠(d). A fost numit după zona deservită.
Situat la o altitudine de 6 m, aeroportul dispune de o singură pistă. Este operat de Torres Strait Island Region⁠(d).